# Piscataquis County
Piscataquis County ist ein County im Bundesstaat Maine der Vereinigten Staaten. Piscataquis County ist der Teil von Maine mit der geringsten Bevölkerungsdichte. Der Sitz der Countyverwaltung, die Shire Town ist Dover-Foxcroft. Piscataquis stammt aus der Sprache der Abenaki und bedeutet Flussarm.

## Geographie

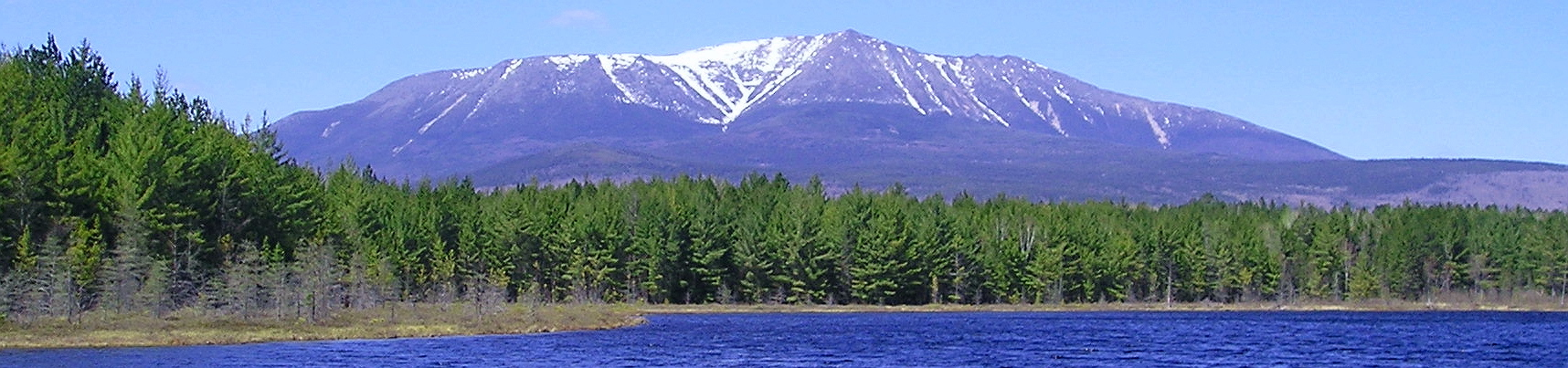
Der Mount Katahdin, der höchste Berg in Maine

Nach Angaben dem U.S. Census Bureau hat das County eine Gesamtfläche von 11.337 Quadratkilometern. Davon sind 1065 Quadratkilometer, entsprechend 9,39 Prozent, Wasserflächen.
Das County trägt in seinen Grenzen den höchsten Berg Maines: Mount Katahdin mit 1606 m (5273 Fuß) über Meeresspiegel. Der Mount Katadin ist auch das Herzstück des Baxter State Park, einem riesigen Naturschutzgebiet mit etwa 80.000 Besuchern jährlich, das sich an der Grenze zu Penobscot County erstreckt. Ebenfalls auf dem Mount Katadin, genauer: auf der höchsten seiner drei Spitzen, beginnt der Appalachian Trail.
Die eiszeitlich geprägte Landschaft wird nicht nur von Höhenzügen der Appalachen, die im Durchschnitt zwischen 700 und 800 Meter hoch aufragen, geprägt, sondern auch durch große Seenplatten. Die größten Seen sind der Pemadumcook Lake, der Moosehead Lake, der Chamberlain Lake und der Chesuxcook Lake. Verkehrsverbindungen sind wenig ausgebaut. Flussschiffe und Flugzeuge sind, neben den wenigen Überlandstraßen, die wichtigsten Verkehrsmittel. Lediglich im flacheren Süden des Countys, in dem auch der Verwaltungssitz liegt, finden sich auch feste Zugverbindungen mit Personentransport; im waldreichen Rest des Countys sind fast ausschließlich Werkbahnen zum Holztransport anzutreffen.
Dementsprechend klein sind die meisten Ortschaften, die weit verteilt in dem Gebiet liegen. Sie sind häufig nicht größer als 200 bis 300 Einwohner. Einige dieser Orte schlossen sich deswegen zu größeren Verwaltungseinheiten zusammen, ohne aber dabei ihre Selbständigkeit zu verlieren. Größte dieser Verwaltungseinheiten ist die „Three Rivers Community Alliance“, die acht Orte mit Einwohnerzahlen von 43 bis 2.383 Einwohnern (der Letztgenannte ist Milo, der zweitgrößte Ort des County) zusammenfasst. Das County grenzt im Uhrzeigersinn an die Countys: Aroostook County, Penobscot County und Somerset County.

## Geschichte
55 Bauwerke und Stätten des Countys sind im National Register of Historic Places eingetragen (Stand 11. November 2017).

## Demografische Daten

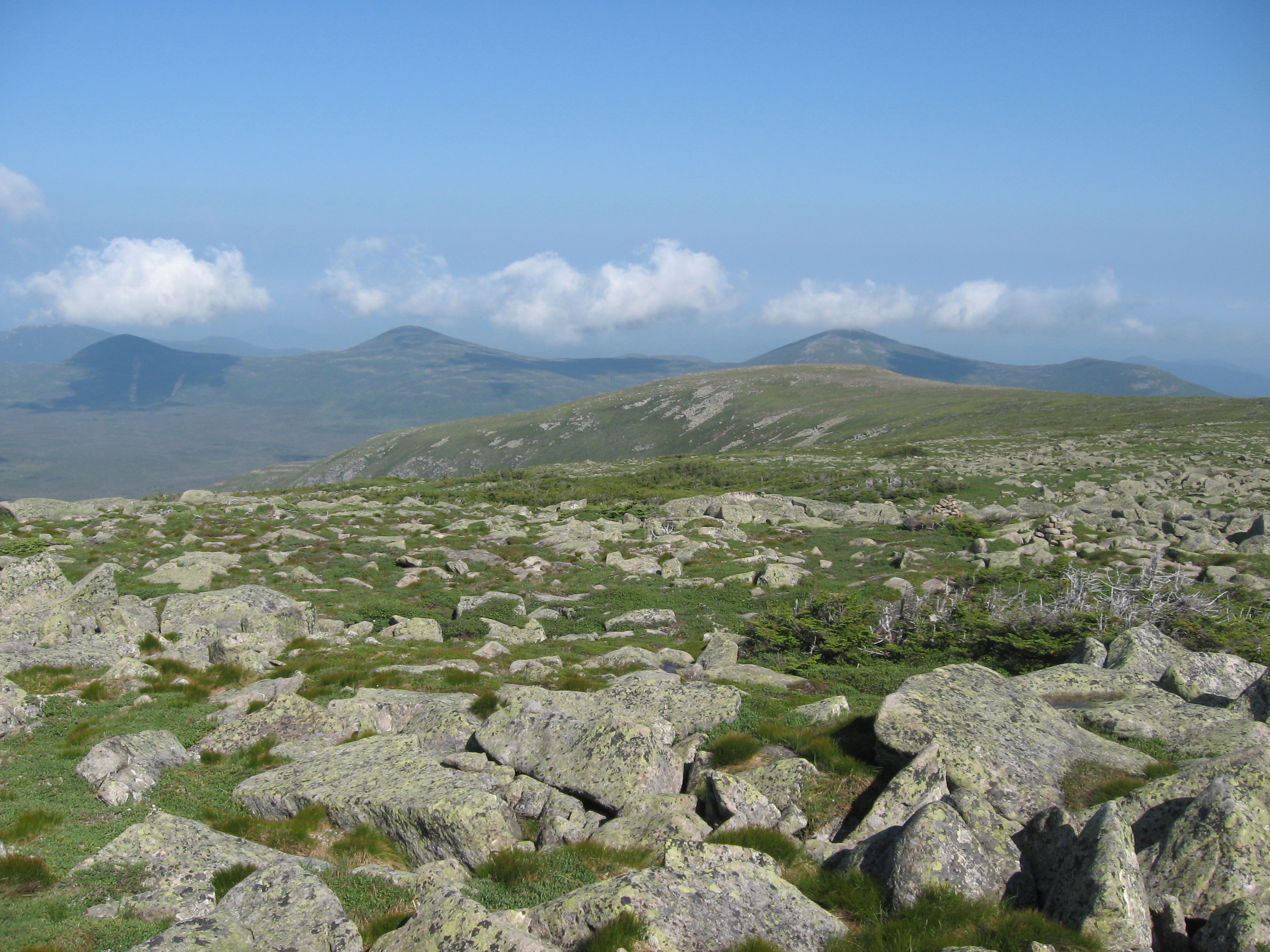
Teil des Baxter State Parks

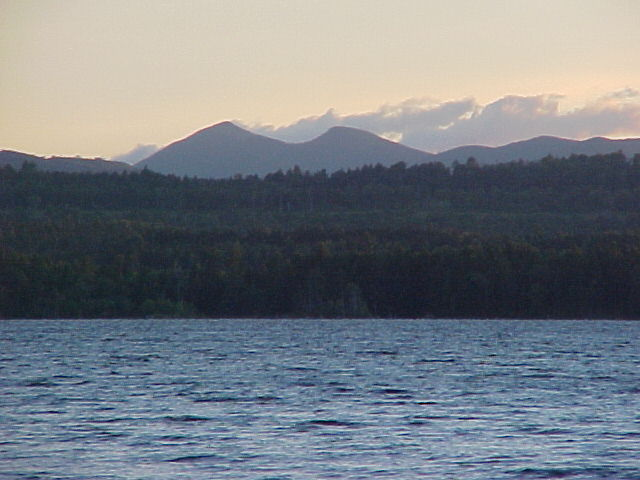
Der Saddleback Mountain

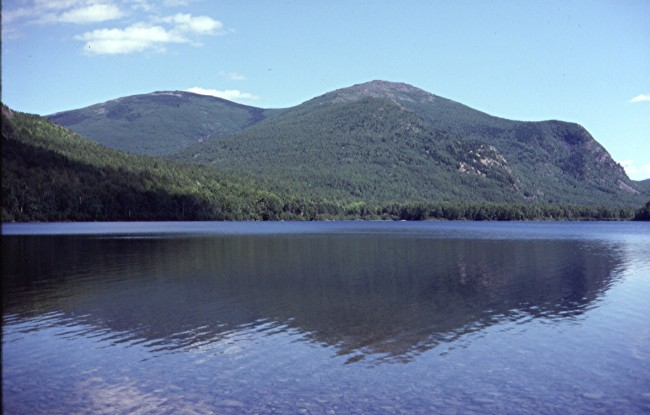
Der Traveler Mountain

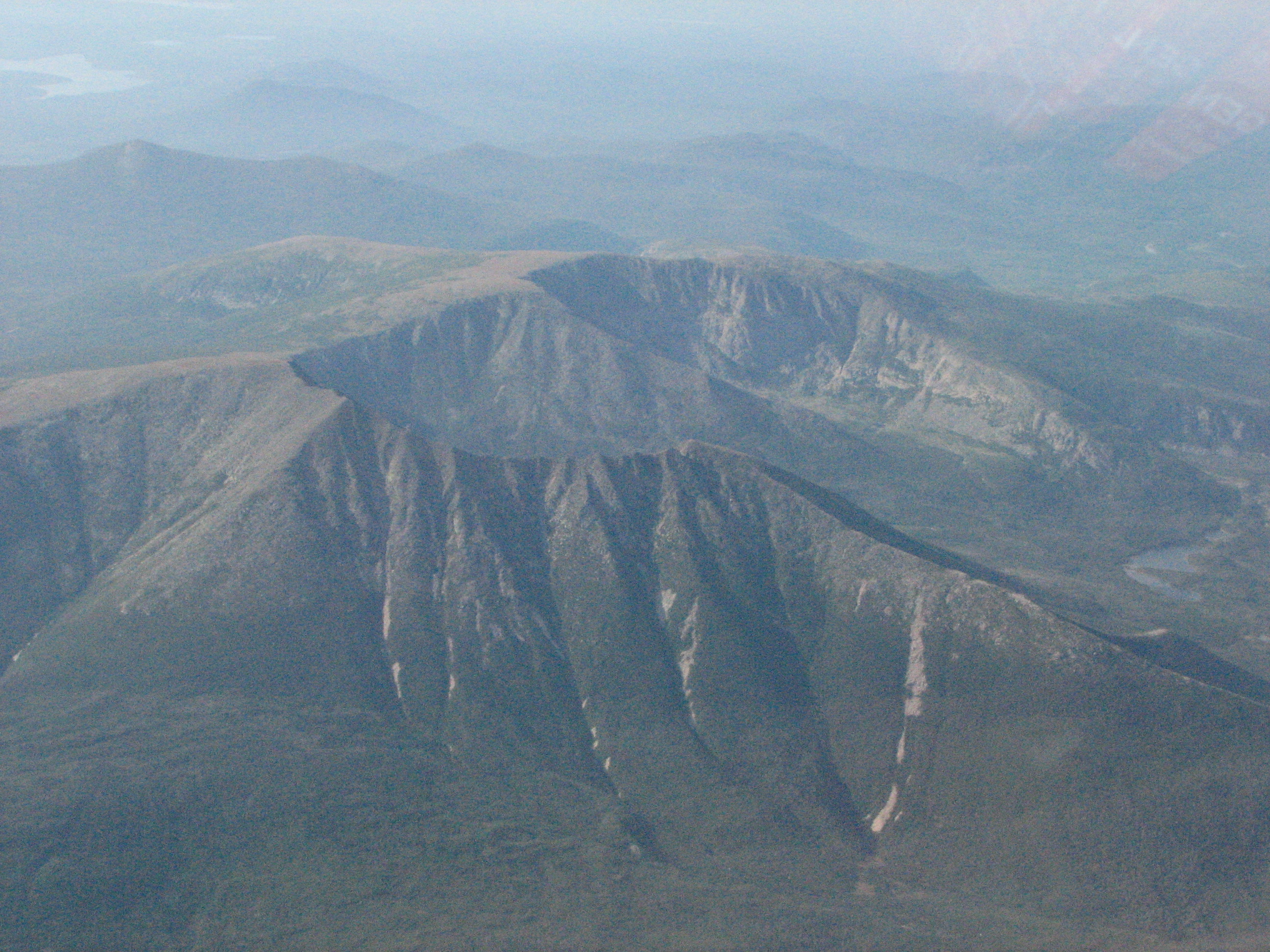
Luftaufnahme des Mount Katahdin

Nach der Volkszählung im Jahr 2000 lebten im County 17.235 Menschen. Es gab 7278 Haushalte und 4854 Familien. Die Bevölkerungsdichte betrug 2 Einwohner pro Quadratkilometer. Ethnisch betrachtet setzte sich die Bevölkerung zusammen aus 97,84 % Weißen, 0,21 % Afroamerikanern, 0,52 % amerikanischen Ureinwohnern, 0,27 % Asiaten, 0,02 % Bewohnern aus dem pazifischen Inselraum und 0,14 % aus anderen ethnischen Gruppen; 1,00 % stammten von zwei oder mehr ethnischen Gruppen ab. 0,52 % der Bevölkerung waren spanischer oder lateinamerikanischer Abstammung.
Von den 7278 Haushalten hatten 28,60 % Kinder und Jugendliche unter 18 Jahre, die bei ihnen lebten. 54,10 % waren verheiratete, zusammenlebende Paare, 8,40 % waren allein erziehende Mütter. 33,30 % waren keine Familien. 27,80 % waren Singlehaushalte und in 14,00 % lebten Menschen im Alter von 65 Jahren oder darüber. Die Durchschnittshaushaltsgröße betrug 2,34 und die durchschnittliche Familiengröße lag bei 2,83 Personen.
Auf das gesamte County bezogen setzte sich die Bevölkerung zusammen aus 23,40 % Einwohnern unter 18 Jahren, 5,70 % zwischen 18 und 24 Jahren, 26,00 % zwischen 25 und 44 Jahren, 27,50 % zwischen 45 und 64 Jahren und 17,40 % waren 65 Jahre alt oder darüber. Das Durchschnittsalter betrug 42 Jahre. Auf 100 weibliche Personen kamen 96,40 männliche Personen, auf 100 Frauen im Alter ab 18 Jahren kamen statistisch 95,20 Männer.
Das jährliche Durchschnittseinkommen eines Haushalts betrug 28.250 USD, das Durchschnittseinkommen der Familien betrug 34.852 USD. Männer hatten ein Durchschnittseinkommen von 28.149 USD, Frauen 20.241 USD. Das Prokopfeinkommen betrug 14.374 USD. 14,80 % der Bevölkerung und 11,20 % der Familien lebten unterhalb der Armutsgrenze. 17,80 % davon waren unter 18 Jahre und 13,90 % waren 65 Jahre oder älter.

### Census 2020
Im Jahr 2020 wurden für das Piscataquis County 16.800 Einwohner gezählt.

## Städte und Gemeinden
Piscataquis County ist unterteilt in 18 Verwaltungseinheiten; in diesem County gibt es keine Citys, dafür sind 16 als Town und 2 als Plantation organisiert. Ein Gebiet ist ein Survey Township und es gibt 5 Unorganized Territorys. Davon ist die ehemalige Town Atkinson die jüngste, welche am 1. Juli 2019 deorganisiert wurde.
| Ortschaft      | Status     | Einwohner (2020) | Gesamte Fläche [km²] | Landfläche [km²] | Bevölkerungsdichte [Einwohner / km²] | Gründung         | Besonderheit                                                                          |
| -------------- | ---------- | ---------------- | -------------------- | ---------------- | ------------------------------------ | ---------------- | ------------------------------------------------------------------------------------- |
| Abbot          | Town       | 650              | 92,5                 | 89,4             | 7,0                                  | 13. Jan. 1827    |                                                                                       |
| Beaver Cove    | Town       | 133              | 84,7                 | 82,5             | 1,6                                  | 31. Jan. 1978    |                                                                                       |
| Bowerbank      | Town       | 136              | 122,7                | 108,5            | 1,1                                  | 4. März 1839     |                                                                                       |
| Brownville     | Town       | 1.139            | 115,6                | 114,0            | 9,9                                  | 2. Feb. 1824     |                                                                                       |
| Dover-Foxcroft | Town       | 4.422            | 184,4                | 175,6            | 24,0                                 | 29. Feb. 1812    | Shire Town des Countys                                                                |
| Greenville     | Town       | 1.437            | 119,5                | 109,6            | 12,0                                 | 26. Feb. 1836    |                                                                                       |
| Guilford       | Town       | 1.267            | 92,5                 | 90,3             | 13,7                                 | 8. Feb. 1816     |                                                                                       |
| Kingsbury      | Plantation | 28               | 115,6                | 114,3            | 0,2                                  | 22. März 1836    | 1886 verlor Kingsbury den Status einer Town und organisierte sich 1887 als Plantation |
| Lake View      | Plantation | 150              | 137,7                | 107,4            | 1,1                                  | 16. Juni 1892    |                                                                                       |
| Medford        | Town       | 230              | 111,8                | 109,6            | 2,1                                  | 31. Jan. 1824    |                                                                                       |
| Milo           | Town       | 2.251            | 88,0                 | 85,4             | 25,6                                 | 21. Jan. 1823    |                                                                                       |
| Monson         | Town       | 609              | 127,2                | 121,2            | 4,8                                  | 8. Feb. 1822     |                                                                                       |
| Parkman        | Town       | 747              | 119,3                | 117,2            | 6,3                                  | 29. Jan. 1822    |                                                                                       |
| Sangerville    | Town       | 1.306            | 102,9                | 99,5             | 12,7                                 | 16. Juni 1814    |                                                                                       |
| Sebec          | Town       | 665              | 98,1                 | 95,2             | 6,8                                  | 28. Feb. 1812    |                                                                                       |
| Shirley        | Town       | 251              | 140,2                | 138,1            | 1,8                                  | 4. März 1834     |                                                                                       |
| Wellington     | Town       | 229              | 103,4                | 103,2            | 2,2                                  | 23. Feb. 1828    |                                                                                       |
| Willimantic    | Town       | 134              | 124,1                | 111,8            | 1,1                                  | 22. Februar 1881 |                                                                                       |

Census-designated places
- Dover-Foxcroft (CDP) (2.776)
- Greenville (CDP) (1.010)
- Guilford (CDP) (740)
- Milo (CDP) (1.751)

Unorganized Territory
- Atkinson (326) (Stand 2010)
- Blanchard (91)
- Southeast Piscataquis (487)
- Northeast Piscataquis (304)
- Northwest Piscataquis (134)

Survey Townships
- T1-R9 WELS (0) (Stand 2010)